# Abu al-Qasim al-Zahrawi
Abū l-Qāsim Khalaf ibn ʿAbbās al-Zahrāwī (in arabo أبو القاسم بن خلف بن العباس الزهراوي‎?; latinizzato in Abulcasis o Albucasis; Madinat al-Zahra', 936 – Cordova, 1013) è stato un chirurgo, chimico e medico arabo, considerato il più grande chirurgo del Medioevo e il padre fondatore della chirurgia moderna.
Abu al-Qasim visse a Cordova, capitale del Califfato di Cordova, nella Spagna musulmana, nella stessa epoca in cui visse Avicenna, nel periodo di grande rivalità tra Baghdad l'abbaside e Cordova l'omayyade.

## Biografia
Khalaf ibn ʿAbbās al-Zahrāwī, conosciuto in Occidente come Abulcasis o Alsaharavius, nacque e crebbe intorno al 936 a Madīnat al-Zahrāʾ, residenza califfale situata qualche chilometro a nord-ovest di Cordova, in al-Andalus, sotto il regno dei califfi omayyadi ʿAbd al-Raḥmān III b. Muḥammad e Hishām II b. al-Ḥakam.
All'epoca la città di Cordova era la capitale della Spagna musulmana, e famosa per ricchezza e vitalità culturale, in grado di uguagliare le città di Baghdad e Costantinopoli; essa contava all'incirca un milione di abitanti, ottanta scuole e cinquanta ospedali e la sua biblioteca, fondata da Hishām II b. al-Ḥakam, vantava più di 600 000 opere.
Abulcasis studiò la medicina e altre scienze nelle scuole di Cordova. Si distinse rapidamente nei campi della chirurgia, della traumatologia, dell'urgenza, dell'ortopedia e dell'oftalmologia. Il califfo al-Hakam II, succeduto al padre ʿAbd al-Raḥmān III, lo nominò medico di corte.

Passò quasi tutta la sua vita a Madīnat al-Zahrāʾ, dove studiò, insegnò e praticò la medicina e la chirurgia fino al 1011, quando il paese fu saccheggiato e distrutto in occasione della guerra civile scoppiata durante il califfato di Hisham II ibn al-Hakam.

## Personalità e pensiero
Abulcasis era un uomo estremamente devoto alla professione medica, e riceveva pazienti e studenti non solo dal mondo arabo ma dall'Europa intera e dispensava cure, aiuto e consigli a tutti coloro li richiedessero. 
Uno dei suoi pregi maggiori era la sua straordinaria prudenza e professionalità: spinto dalla morale deontologica e dalla volontà di efficacia tecnica, Abulcasis si rifiutava di intervenire senza conoscere la causa esatta che provocava la malattia e senza un piano operatorio prestabilito e insisteva sull'importanza dell'osservazione diretta e approfondita di ogni caso così da poter effettuare la diagnosi più precisa possibile, di modo da prescrivere il trattamento più adatto. È indispensabile a suo parere dunque, nell'ambito della chirurgia, essere molto equilibrati, prudenti ed avere il massimo rispetto della persona umana: a questo proposito egli nel proemio alla sua opera principale, al-Taṣrīf, si indirizza ai suoi allievi con queste parole:
(Abu al-Qasim al-Zahrawi)
Abulcasis sottolineava inoltre l'importanza di un rapporto medico-paziente positivo e fondato sul rispetto reciproco, e insisteva allo stesso modo sul dovere di dispensare cure indipendentemente dalle differenze di statuto sociale. Egli inoltre riconosceva la mediocrità dei progressi compiuti in chirurgia dai sapienti arabi, che lui attribuiva alla loro ignoranza relativamente all'anatomia. 
Tuttavia, è necessario dire che, per molto tempo, solo la negromanzia, scienza magica dei morti, si riservava un contatto più o meno diretto con i cadaveri, essendo le dissezioni anatomiche interdette ai medici, che riuscivano a praticarne solo in segreto e correndo grossi rischi.
Nonostante la convinzione che non esistesse una frontiera tra la medicina e la chirurgia, Abulcasis fu il primo a separare la chirurgia dalle altre materie mediche per farne una scienza distinta, fondata sullo studio del corpo umano attraverso dissezioni e vivisezioni.

## Contributi scientifici di Abulcasis
L'apporto scientifico di al-Zahrawi si riconosce nel recupero di tecniche chirurgiche da tempo desuete, ma principalmente in importanti innovazioni grazie alle quali si è ritagliato un ruolo di primo piano nel progresso della medicina lungo il corso del secondo millennio.

### Chirurgia
Abulcasis è il primo chirurgo a mettere in pratica una serie di operazioni chirurgiche:
- l'estrazione, per via vaginale, dei calcoli renali;
- la tracheotomia, operazione che praticava sul suo servitore;
- la legatura arteriosa per arrestare le emorragie (operazione resa nota nel XVI secolo da Ambroise Paré);
- le suture intradermiche, che non lasciano tracce visibili, e le suture con due aghi ed un solo filo[3];
- il metodo di riduzione delle lussazioni della spalla, chiamata oggi "manovra di Kocher", ad opera di Emil Theodor Kocher;
- la frattura della rotula (patellectomia), circa mille anni prima di Ralph Brooke;
- la messa in pratica nelle operazioni della piccola pelvi della "posizione Trendelenburg", attribuita in seguito al chirurgo tedesco Friedrich Trendelenburg[3];
- il trattamento chirurgico delle osteo-artriti turbercolari per lo più vertebrali ("Mal di Pott"), sette secoli prima di Percival Pott[3];
- l'escissione delle varici, applicata anche oggi con lievi modifiche;
- l'uso dell'azione meccanica ed antisettica delle punture di formica per la sutura delle piaghe intestinali, e l'utilizzo delle budella di gatto in chirurgia addominale[3].

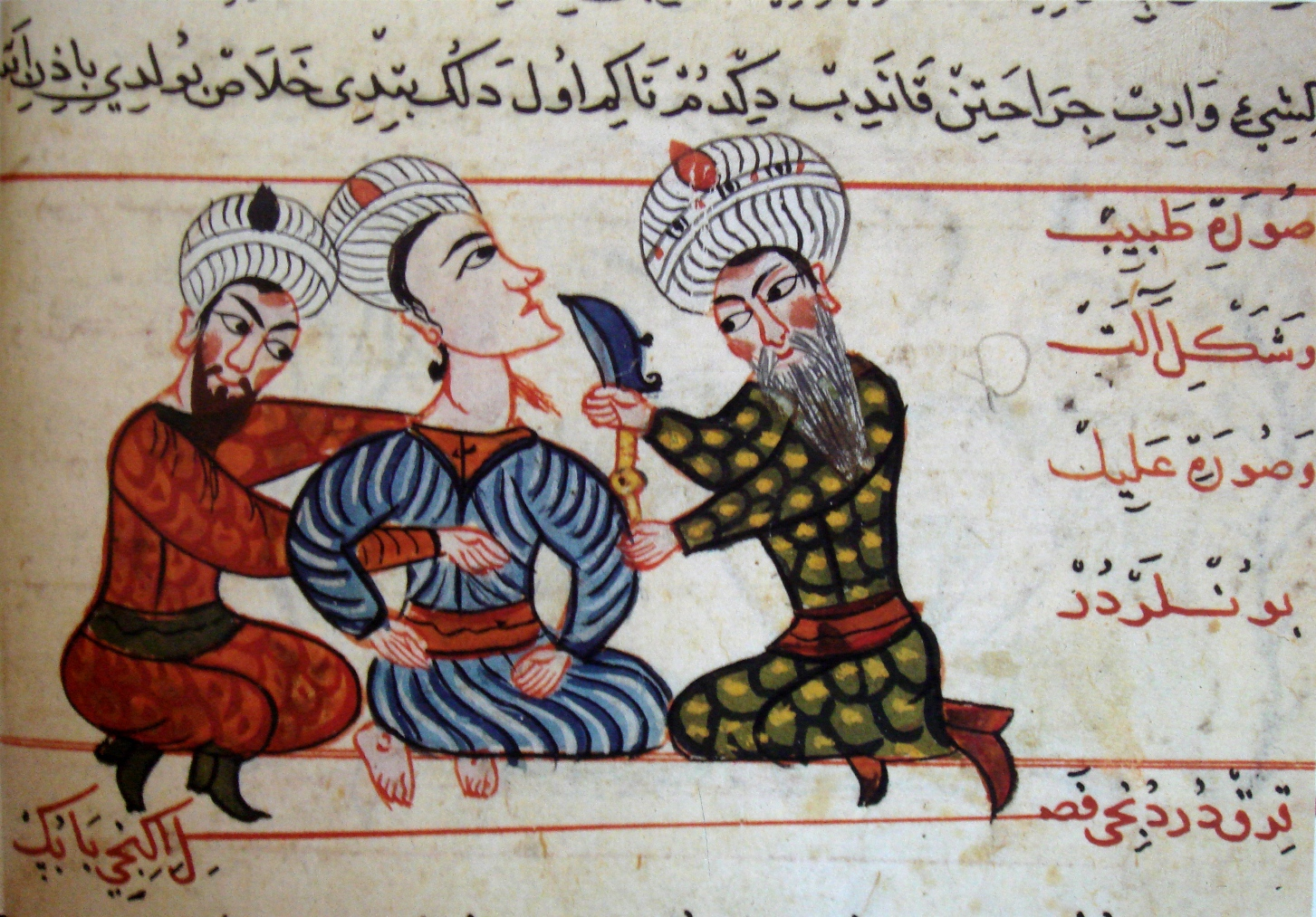
Operazioni chirurgiche nel Medioevo, ad opera di medici arabi.

Egli inoltre praticava brillantemente:
- la trapanazione;
- le amputazioni;
- il trattamento delle fistole, delle ernie e della perforazione anale;
- la cura dell'aneurisma;
- l'operazione del gozzo;
- la litotomia;
- interventi di chirurgia plastica[5];
- l'asportazione delle tonsille;
- la compressione digitale e la cauterizzazione con il ferro caldo per assicurare l'emostasi[3].

### Medicina
In medicina il maggiore contributo di Abulcasis sta nell'essere stato il primo a parlare della predisposizione di alcune persone all'emorragia (emofilia), e del suo carattere ereditario.
In ostetricia, inoltre, descrisse numerose tecniche di parto secondo le diverse presentazioni distociche (come ad esempio la posizione di Walcher, o decubito dorsale) ed è il primo a descrivere la gravidanza extrauterina, allora mortale.
Nella strumentazione medico-chirurgica inoltre, egli diede numerosi contributi:
- nel cateterismo della vescica, Abulcasis cominciò a prescrivere cateteri d'argento al posto di quelli di bronzo fino ad allora utilizzati[3];
- in stomatologia fabbricò degli strumenti sofisticati per pulire i denti e per estrarre quelli colpiti dalla carie;
- in odontoiatria creò protesi dentarie con ossa di bovino[3];
- in ostetricia fabbricò degli strumenti atti all'estrazione dei feti morti dall'utero[6];
- creò strumenti in grado di ispezionare le orecchie e l'interno dell'uretra, e altri per estrarre oggetti estranei dalla gola.

### Influenza presso i posteri
Abulcasis ha reso numerosi servizi all'umanità in qualità di medico e chirurgo, grazie alle sue ricerche e alle sue invenzioni: egli fu autore di metodi chirurgici inediti e di strumenti assai ingegnosi, molti dei quali inventati da lui stesso. Le sue opere inoltre sono abbondantemente illustrate con figure esplicative, cosa che, per l'epoca, costituiva una grande originalità. Dette alla pratica chirurgica, a lungo ignorata e sostanzialmente disprezzata, un ruolo di pari importanza rispetto ai trattamenti medico-clinici; per queste ragioni l'influenza del suo operato durò a lungo, dal Medioevo al Rinascimento, per più di cinquecento anni.
Il nome di Abulcasis apparve per la prima volta negli scritti di Ibn Hazm (994-1064), che lo definiva come uno dei più grandi medici della Spagna islamica. La sua prima biografia dettagliata fu scritta sessant'anni dopo la sua morte da al-Ḥumaydī, nella sua opera Jadhwat al-muqtabis fī dhikr wūlāt al-Andalus (in arabo جذوة المقتبس فى ذكر ولاة الاندلس‎?, ossia Dei sapienti andalusi).
L'influenza di Abū l-Qāsim si estese in Occidente nel corso di più di cinque secoli: la sua opera maggiore, al-Taṣrīf (La Pratica), fu tradotta in latino nel XII secolo da Gerardo di Cremona (1114-1187) e diffusa in tutta Europa, dove influenzò profondamente la pratica chirurgica fino al Seicento.
Il medico Guy de Chauliac (1298-1368), oltre a citare il Taṣrīf in almeno 200 occasioni, decise di allegare la versione latina dell'opera di Abulcasis alla sua opera Chirurgia Magna, completata nel 1363, così che gli studenti potessero beneficiare delle conoscenze del medico andaluso. Nel 1500, inoltre, Girolamo Fabrici d'Acquapendente studiò questo autore e lo enunciò fra i grandi chirurghi dell'antichità, insieme a Celso e a Paolo D'Egina. Anche Pietro Argallata lo dipinge come "senza l'ombra di dubbio il re dei chirurghi"; nel corso del Rinascimento inoltre la sua opera è spesso citata, particolarmente dal chirurgo francese Jacques Daléchamps.

Quest'opera, infine, fu considerata così importante che per cinque secoli restò iscritta nel programma di chirurgia della Scuola medica salernitana e dell'Università di Montpellier.

## Opere

### al-Taṣrīf

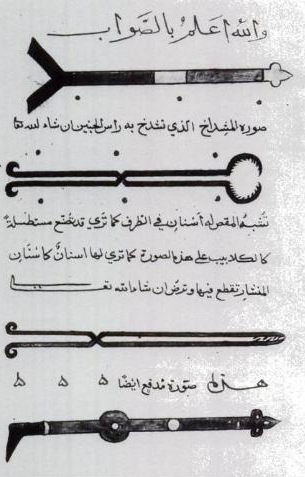
Strumenti chirurgici riprodotti in un manoscritto del XV secolo dell'al-Taṣrīf di al-Zahrawī

L'opera principale, medica e chirurgica, di al-Zahrawi, che gli valse l'essenza della sua notorietà, è intitolata al-Taṣrīf li-man ʿagiza ʿan al-taʾlīf, che letteralmente significa "La condotta per colui che non sa comporre (un libro)". Essa fu ultimata nell'anno 1000.
Tradotta in latino nel XII secolo da Gerardo da Cremona col titolo Concessio ei data qui componere haud valet, l'opera conobbe non meno di dieci edizioni latine tra il 1497 ed il 1544, prima di essere tradotta in francese, in ebraico, in inglese e in lingua provenzale. Tutti i chirurghi medievali, come Ruggero di Salerno, Guglielmo da Saliceto, Henri de Mondeville, Guy de Chauliac hanno largamente consultato e citato la sua opera.

L'opera sarà pubblicata a Venezia nel 1497, ad Amburgo nel 1519, a Strasburgo nel 1532, a Basilea nel 1541 e a Oxford nel 1778.

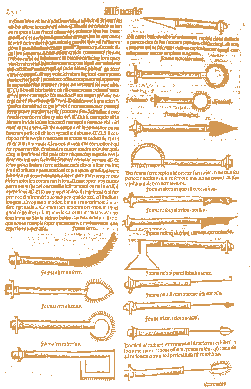
Pagina tratta da una traduzione di Pietro Argallata che riporta e descrive alcuni strumenti medico-chirurgici.

Questa è un'enciclopedia di 1500 pagine divisa in trenta libri, dei quali il più famoso, e quello maggiormente diffuso nel Medioevo, è l'ultimo, consacrato interamente alla chirurgia. 
In questa fondamentale opera Abulcasis, oltre a tracciare il bilancio completo delle conoscenze chirurgiche della sua epoca, vagliate con forte senso critico e confrontate attraverso l'esperienza diretta, rinnovò fortemente le pratiche chirurgiche del tempo e apportò notevoli modifiche in campo medico e chirurgico-strumentale.
L'opera può essere suddivisa in tre parti, sulla base di diversi argomenti e trattazioni:
- la prima parte è consacrata alla teoria ed alle generalità della medicina;
- la seconda parte si interessa della pratica medico-chirurgica, del trattamento delle malattie, del regime alimentare di bambini ed anziani, dei veleni, delle affezioni esterne della pelle, della febbre, di reumatismi, ascessi e piaghe;
- la terza ed ultima parte, consacrata alla chirurgia, riassume tutte le conoscenze chirurgiche dell'epoca: in essa sono descritte la cauterizzazione, l'incisione, l'amputazione, le fratture, le lussazioni, i piccoli interventi, i salassi, l'operazione ai calcoli della vescica, la gangrena, l'emiplegia di origine traumatica da lesione vertebro-midollare[6] e il parto.

L'ultimo volume dell'opera ha giocato un ruolo capitale in Europa, poiché ha permesso di gettare le basi della chirurgia europea e dare a questa branca della medicina un prezioso contributo: la minuziosa descrizione della strumentazione chirurgica - la più antica dell'intera storia medica - comprendente strumenti fino ad allora utilizzati unitamente a circa duecento utensili chirurgici concepiti e realizzati da Abulcasis stesso (bisturi, forbici, sonde, stiletti, cateteri, seghe, stecche, otoscopi).

### Liber Servitoris
Nell'ambito della farmacologia, Abulcasis è considerato il pioniere nella preparazione di medicine attraverso la distillazione e la sublimazione: in quest'opera il medico andaluso descrive dettagliatamente le ricette ed i metodi di preparazione dei "rimedi semplici", quelle medicine cioè di derivazione naturale generalmente utilizzate per preparare le complesse droghe (i "rimedi composti") al tempo utilizzate. Egli inoltre vi descrive i metodi di conservazione dei medicinali, ed indica i materiali di cui devono essere costituiti i vasi che li contengono.

## Edizioni di Abu al-Qasim al-Zahrawi
- Albucasis, Traitier de cyrurgie. Édition de la traduction en ancien français de la Chirurgie d'Abu al-Qasim al-Zahrawi du manuscrit BNF, 1318, ed. francese di David A. Trotter, Tubinga, 2005.
- Albucasis, On surgery and instruments, ed. araba e traduzione inglese di Martin S. Spink e Geoffrey L. Lewis, Londra, 1973.
- Abulcasis, La chirurgie d'Abulcasis, ed. araba e traduzione francese da Lucien Leclerc, Parigi, 1861.